# Шэньши
Шэньши (кит. трад. 紳士, упр. 绅士, пиньинь shēnshì; дословно — «учёные мужи, носящие широкий пояс» (символ власти в древности)) — одно из четырех официальных сословий императорского Китая.

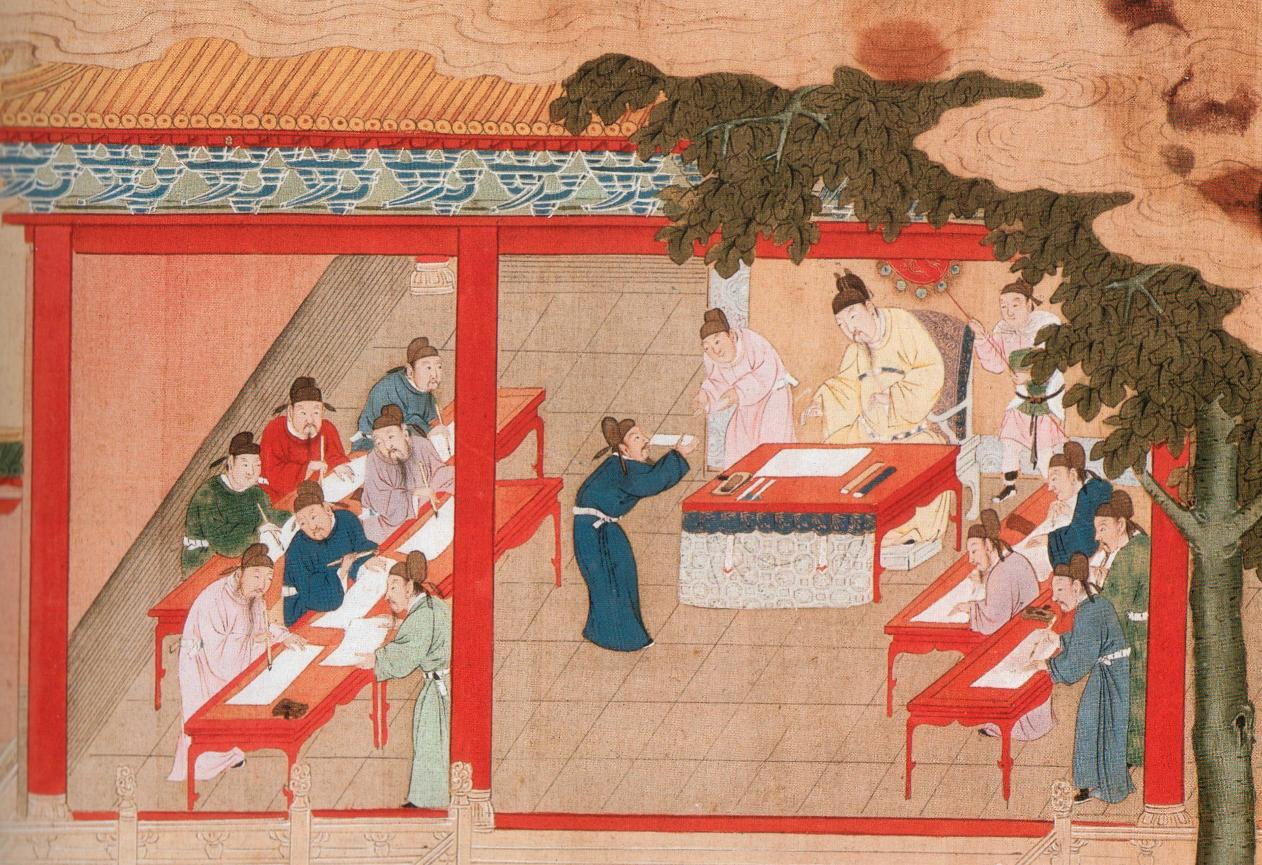
Государственные экзамены в сунской столице Кайфыне

Подразумевает семьи, главы или отпрыски которых сдали государственные экзамены и таким образом получали государственные (общинные) должности. В традиционном Китае шэньши составляли образованную часть господствующего класса: они выступали хранителями конфуцианской идеологии и традиций, которые диктовали приверженность идеям государственности. Приверженность ритуалу (ли) у шэньши проявлялась весьма широко: от сокрытия недостатков, мотивируемого «нежеланием беспокоить» начальство, до жертвенного обличения пороков вплоть до императора.
Сословие шэньши складывалось вместе с экзаменационной системой, приобретя классические черты в эпоху Сун. Даже после отмены в 1905 году экзаменационной системы термин «шэньши» применялся (до провозглашения КНР в 1949 году) в отношении чиновников, общинных судей и директоров учебных заведений.

## Этимология
Этимология слова происходит от выражения кит. трад. 笏縉紳, упр. 笏缙绅, пиньинь hujinshì, палл. Хуцзиньшэнь, буквально: «затыкать табличку за широкий пояс», обозначающее правителя, государственных либо придворных мужей, носящих за поясом халата узкую нефритовую (у императора), слоновой кости (у правителей провинций), бамбуковую или деревянную (у знати) табличку кит. 笏, пиньинь hu, палл. ху (изначально для записи высочайших указаний, затем ставшую церемониальной).
《礼记·玉藻》載：“笏：天子以球玉，诸侯以象，大夫以鱼须文竹，士竹，本象可也。”最初笏用竹制成，后来用骨、牙或玉所制作。文武大官品第不同，所持笏板的材質也不同。後來也成為道教法器之一。
.

## В Японии
До реставрации Мэйдзи (1868 г.) в японском языке понятие синси (яп. 紳士) употреблялось в значении «образованного и воспитанного» человека. С началом вестернизации Японии после отказа от политики самоизоляции и развитием связей с Великобританией слово стало употребляться в качестве перевода английского слова «джентльмен» и продолжает носить это значение по сегодняшний день.